# Haragó József
Haragó József (Szigetvár, 1838. január 6. – Mohács, 1918. november 30.) katolikus plébános, egyházi író.

## Élete
Haragó József és Kovács Katalin gyermekeként született. 1860-ban szentelték föl papnak a pécsi egyházmegyében. 1868-tól szalatnaki és 1871-től szebényi plébános és 1888-ban alesperes lett. Elhunyt 1918. november 29-én délelőtt 10 órakor.
1870-ben az iskola feladatával kapcsolatosan a következőket fogalmazta meg: "Az iskola feladata az embert emberileg gondolkodni és érezni megtanítani, vagyis az emberi észt és szivet, annak minden tehetségeivel, ennek minden hajlamaival összhangzatosan, hivatás - és czélszerűen kifejleszteni."

## Munkái
- Az egyház és tanoda. Jutalomnyertes pályamunka. Pécs, 1865.
- A kath. iskolakérdés tekintettel korunk és hazánkra. Pécs, 1870.